# Mycetina bistripunctata
Mycetina bistripunctata is een keversoort uit de familie zwamkevers (Endomychidae). De wetenschappelijke naam van de soort werd in 1938 gepubliceerd door Mader.